# Coupe du monde de ski de fond 1984-1985
Navigation
Édition précédente Édition suivante
La 4e édition de la Coupe du monde de ski de fond s'est déroulée du 9 décembre 1984 au 17 mars 1985. Le Suédois Gunde Svan remporte le classement général chez les hommes pendant que la Norvégienne Anette Bøe remporte la Coupe du monde.

## Classements

### Classements généraux
| Rang | Nom                     | Points |
| ---- | ----------------------- | ------ |
| 1    | Gunde Svan              | 152    |
| 2    | Tor Håkon Holte         | 117    |
| 3    | Ove Aunli               | 114    |
| -    | Thomas Wassberg         | 114    |
| 5    | Pål Gunnar Mikkelsplass | 100    |
| 6    | Torgny Mogren           | 85     |
| 7    | Kari Härkönen           | 73     |
| 8    | Giachem Guidon          | 71     |
| 9    | Harri Kirvesniemi       | 66     |
| 10   | Geir Holte              | 65     |

| Rang | Nom                     | Points |
| ---- | ----------------------- | ------ |
| 1    | Anette Bøe              | 144    |
| 2    | Grete Ingeborg Nykkelmo | 123    |
| 3    | Brit Pettersen          | 113    |
| 4    | Berit Aunli             | 96     |
| 5    | Evi Kratzer             | 93     |
| 6    | Ute Noack               | 91     |
| -    | Anfisa Reztsova         | 91     |
| 8    | Marie Risby             | 85     |
| -    | Raisa Smetanina         | 85     |
| 10   | Marjo Matikainen        | 80     |

## Calendrier et podiums

### Hommes
| Étape                                                                      | Lieu      | Épreuve | Date             | Vainqueur                  | Deuxième                | Troisième               |
| -------------------------------------------------------------------------- | --------- | ------- | ---------------- | -------------------------- | ----------------------- | ----------------------- |
| 1                                                                          | Cogne     | 15 km   | 9 décembre 1984  | Eilif Kristen Mikkelsplass | Kari Härkönen           | Gunde Svan              |
| 2                                                                          | Davos     | 30 km   | 15 décembre 1984 | Ove Aunli                  | Pål Gunnar Mikkelsplass | Tor Håkon Holte         |
| Championnats du monde de ski nordique 1985 (17 janvier au 27 janvier 1985) |           |         |                  |                            |                         |                         |
| 3                                                                          | Vitocha   | 15 km   | 16 février 1985  | Gunde Svan                 | Tor Håkon Holte         | Pål Gunnar Mikkelsplass |
| 4                                                                          | Syktyvkar | 15 km   | 23 février 1985  | Gunde Svan                 | Tor Håkon Holte         | Christer Majbäck        |
| 5                                                                          | Lahti     | 50 km   | 3 mars 1985      | Tor Håkon Holte            | Jan Ottosson            | Harri Kirvesniemi       |
| 6                                                                          | Falun     | 30 km   | 9 mars 1985      | Gunde Svan                 | Giachem Guidon          | Thomas Wassberg         |
| 7                                                                          | Oslo      | 15 km   | 14 mars 1985     | Thomas Wassberg            | Gunde Svan              | Pål Gunnar Mikkelsplass |

### Femmes
| Étape                                                                      | Lieu        | Épreuve | Date             | Vainqueur       | Deuxième                | Troisième          |
| -------------------------------------------------------------------------- | ----------- | ------- | ---------------- | --------------- | ----------------------- | ------------------ |
| 1                                                                          | Val di Sole | 5 km    | 13 décembre 1984 | Brit Pettersen  | Antonina Ordina         | Liliya Vasilchenko |
| 2                                                                          | Davos       | 10 km   | 18 décembre 1984 | Berit Aunli     | Grete Ingeborg Nykkelmo | Evi Kratzer        |
| Championnats du monde de ski nordique 1985 (17 janvier au 27 janvier 1985) |             |         |                  |                 |                         |                    |
| 3                                                                          | Klingenthal | 10 km   | 14 février 1985  | Anette Bøe      | Grete Ingeborg Nykkelmo | Anfisa Reztsova    |
| 4                                                                          | Nové Město  | 5 km    | 18 février 1985  | Anette Bøe      | Anfisa Reztsova         | Viera Klimková     |
| 5                                                                          | Syktyvkar   | 20 km   | 23 février 1985  | Raisa Smetanina | Evi Kratzer             | Iralda Kliagina    |
| 6                                                                          | Lahti       | 5 km    | 2 mars 1985      | Marie Risby     | Brit Pettersen          | Marianne Dahlmo    |
| 7                                                                          | Falun       | 10 km   | 9 mars 1985      | Anette Bøe      | Grete Ingeborg Nykkelmo | Anna-Lena Fritzon  |
| 8                                                                          | Oslo        | 20 km   | 16 mars 1985     | Anette Bøe      | Grete Ingeborg Nykkelmo | Brit Pettersen     |